# Tábua
Tábua község és település Portugáliában, Coimbra kerületben. A település területe 199,79 négyzetkilométer. Tábua lakossága 12071 fő volt a 2011-es adatok alapján. A településen a népsűrűség 60 fő/ négyzetkilométer.

## Települései
A község a következő településeket foglalja magába, melyek:
- Ázere e Covelo
- Candosa
- Carapinha
- Covas e Vila Nova de Oliveirinha
- Espariz e Sinde
- Midões
- Mouronho
- Pinheiro de Coja e Meda de Mouros
- Póvoa de Midões
- São João da Boa Vista
- Tábua

## Fordítás
- Ez a szócikk részben vagy egészben  a   Tábua című angol Wikipédia-szócikk ezen változatának fordításán alapul.  Az eredeti cikk szerkesztőit annak laptörténete sorolja fel. Ez a jelzés csupán a megfogalmazás eredetét és a szerzői jogokat jelzi, nem szolgál a cikkben szereplő információk forrásmegjelöléseként.